# Eenadu
Eenadu (en telugu: ఈనాడు) es un periódico de la India. Es el diario más importante que se publica en lengua telugu y el de mayor penetración en el estado de Andhra Pradesh. Pertenece al conglomerado de medios Ramoji Group, que incluye canales de televisión de noticias y otras publicaciones.

## Historia
Fue fundado en 1974 por el empresario Ramoji Rao. Registró una notoria expansión en las décadas siguientes hasta desplazar al periódico Andhra Prabha, su principal competidor (y el primer periódico impreso en telugu, fundado en 1938).

## Circulación
Según el Audit Bureau of Circulation (ABC), el periódico tenía en 2011 una venta promedio de 1,4 millones de ejemplares diarios y una circulación estimada en 14 millones de lectores. De acuerdo a estas cifras, era el sexto periódico más importante del país, tras The Times of India, Dainik Bhaskar, Dainik Jagran, Malayala Manorama y The Hindu. Es, asimismo, el segundo periódico de mayor circulación en una lengua regional (es decir, exceptuando al inglés y al hindi).

## Otros medios
Forma parte de un conglomerado de medios que incluye a la cadena ETV y sus canales de noticias asociados ETV Bangla (canal de noticias en bengalí), ETV Marathi (canal de noticias en marathi) y ETV Kannada (canal de noticias en canarés).